# Natalja Vikhljantseva
Natalja Konstantinovna Vikhljantseva (russisk: Наталья Константиновна Вихлянцева ; født 16. februar 1997 i Volgograd) er en russisk professionel tennisspiller. Hun fik debut på WTA Tour ved Shenzhen Open 2015.
Indtil februar 2019 havde hun ikke vundet en single titel på WTA Touren, men to titler på ITF Women's World Tennis Tour.